# 南アフリカ共和国の白人
南アフリカ共和国の白人（みなみアフリカきょうわこくのはくじん、英語: White South Africans, アフリカーンス語: Blanke Suid-Afrikaners）では、人類学上コーカソイドに分類される、若しくは人口登録法において「白人」に分類された南アフリカ国籍の人々について解説する。

## 概要
- 0–20%
- 20–40%
- 40–60%
- 60–80%
- 80–100%

南アフリカ国内における人口比（2011年）

2016年の調査では、オランダ東インド会社の手引きによって入植した者の子孫で、アフリカーンス語を第一言語とするアフリカーナーが57.9%、イギリスからの1820年の入植者の子孫で、英語を第一言語とするアングロアフリカンが40.2%を占めるとされている。少数派として、リトアニア出身者を中心とするユダヤ系や、マデイラ諸島出身者を中心とし、モザンビークやアンゴラの独立に伴い移住してきたポルトガル系のほか、ドイツやギリシャにルーツを持つ者などもいる。
1994年以前は、白人はアパルトヘイトの下で、絶大な政治的権力を保持していた。同時代においては、日本・韓国・台湾とは外交関係を維持していた事から、これらの国からの出身者は名誉白人と見なされた。ただし、白人専用のホテル・レストラン等の使用が認められたに過ぎず、永住権や不動産取得等は認められておらず、無論民間における差別感情やそれに伴う差別行為が無かった訳ではない。
1991年に人口登録法は廃止されたにもかかわらず、「白人」「アジア人（主にインド系住民）」「カラード」「黒人」から成る4つの民族集団は、依然として強い人種的アイデンティティを持ち、自分自身や他の人々をいずれかの集団のメンバーとして分類する傾向があり、その事は同国の文化や黒人経済力強化政策に代表されるアファーマティブ・アクションといった、政府の政策にも根深い影響を残し続けている。

## 歴史

### 建国前

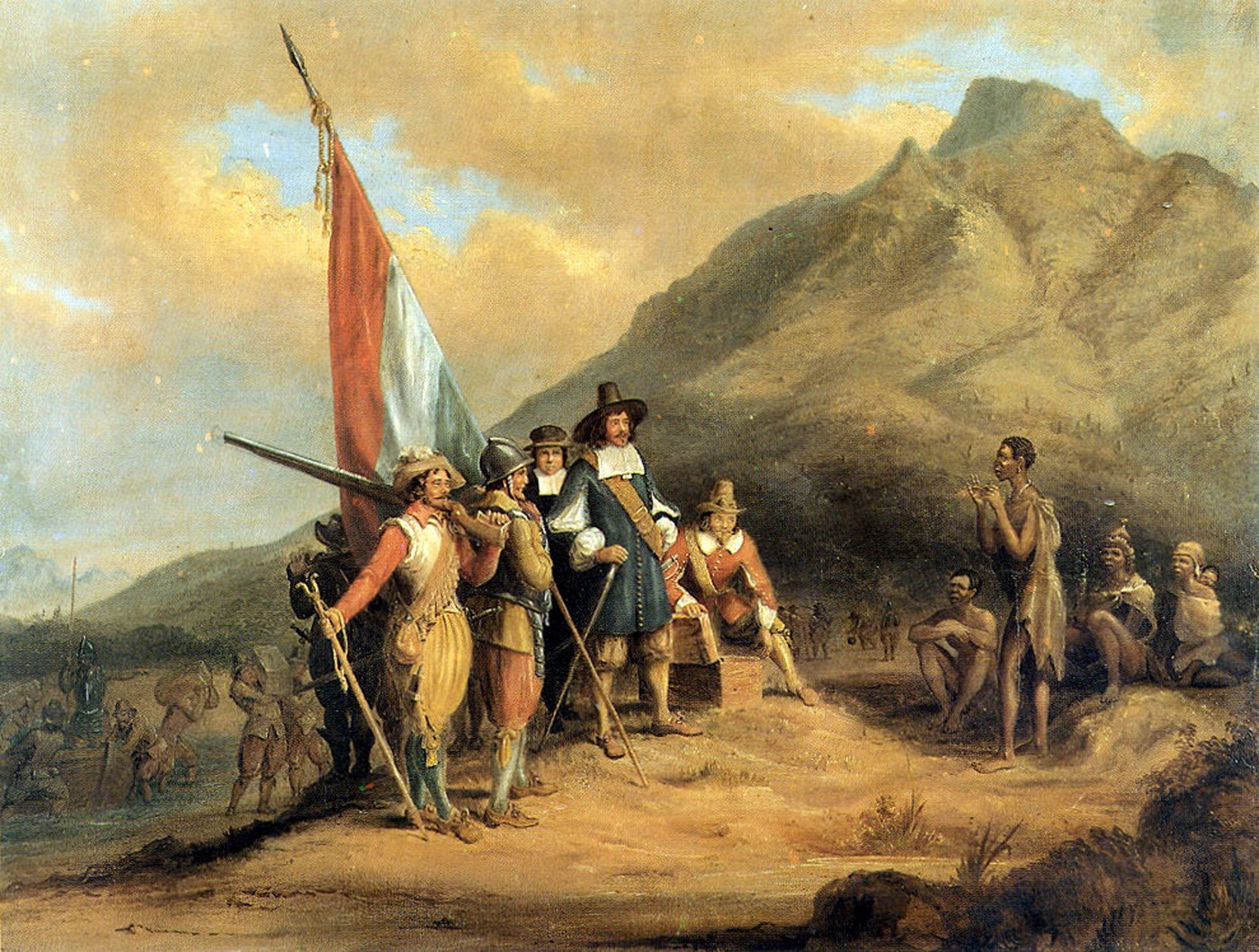
ヤン・ファン・リーベックが、1652年4月6日にテーブル湾へ上陸する様子を描いた絵画

南アフリカにおける白人入植の歴史は、1652年にオランダ東インド会社がヤン・ファン・リーベックの監督下で喜望峰を開拓した事に端を発する。
その事から、オランダ出身の役人や入植者が大部分を占めていたにもかかわらず、本国での宗教的迫害から逃れたフランスのユグノーや、アジアでの役務を終えたドイツ出身の兵士や船員なども定住する様になった。
その後、オランダ領ケープ植民地が正式に発足した事に伴い、西ヨーロッパ出身の白人男性による大規模な入植が始まった当初は、同地において白人女性は殆どいなかった。それを補うべく、本国から本妻を呼び寄せたり、孤児の少女を集団で送り込んだほか、現在のインドネシアにあたる地域から連行されてきた、後にケープマレーと呼称される奴隷の女性達も到着するようになった。しかし、当然ながらそれだけでは問題の解決には至らず、多くの白人男性は、使役するコイコイ人や奴隷の女性と結婚したほか、性行為を強要し続けた。また、オランダ東インド会社もケープタウンに女性奴隷を収容した慰安所を設け、女性達は船員達の性奴隷として酷使された。
こうした異人種間の結婚や性暴力が多発した結果、数多くの混血児が生まれる事となった。その影響もあって、2019年2月に、無作為に抽出した77名のアフリカーナーを対象に行われた遺伝子調査では、その全員が、非ヨーロッパ人の血統を保持していており、その平均的な割合は約4.8%、単純計算で10代前の祖先（1,024人）のうち50人前後は非ヨーロッパ人となる、という結果が発表された。由来のおおよその割合としては、南アジア系は1.7%、東南アジア系は0.9%、カポイドは1.3%、コンゴイドは0.8%であり、アメリカ先住民の血を引いている事例も確認されている。また、調査対象者における非ヨーロッパ人の血統の割合は、5名が10%以上、21名が5~10%、46名が1~5%、5名が1%未満だった。
ケープ植民地は、その後150年近くに亘ってオランダの統治下に置かれたが、1806年にイギリスへ割譲される事となった。当時、南アフリカには約26,000人のヨーロッパ系移民が居住しており、上述の通りその殆どはオランダ出身だった。しかし、1818年頃から数千人のイギリス人移民がケープ植民地に到着し、辺境地の開拓をはじめとする労働への従事と同地への定住が始まった。1830年代のグレート・トレックでは、ケープ植民地におけるアフリカーナーの約5分の1が東に移動し、内陸部にボーア諸共和国を建国した。それでも、ケープ植民地におけるヨーロッパからの移民の数は増加し続け、1865年までに181,592人に達した。
1880年から1910年の間にかけて、リトアニア出身者を中心としたユダヤ人や、レバノンとシリアなど西アジアからの移民が流入する様になった。当初、西アジア系移民は非白人たる「アジア人」に分類され、土地を購入する権利を認められなかった。その事から、西アジア系移民の指導者は、自身達と同じキリスト教とユダヤ教の起源である地の出身のセム族であるユダヤ系住民には、土地差別諸法が適用されていない事を指摘すると同時に、西アジア系住民は「白人」であるという旨を、同国の裁判所に提訴した。最終的な司法判断では、同諸法の対象は先住民や黄色人種をはじめとする有色人種に限るとされ、西アジア系住民にも、ユダヤ系住民と同等に、土地購入の権利と「白人」としての地位が認められる事となった。

### 建国後

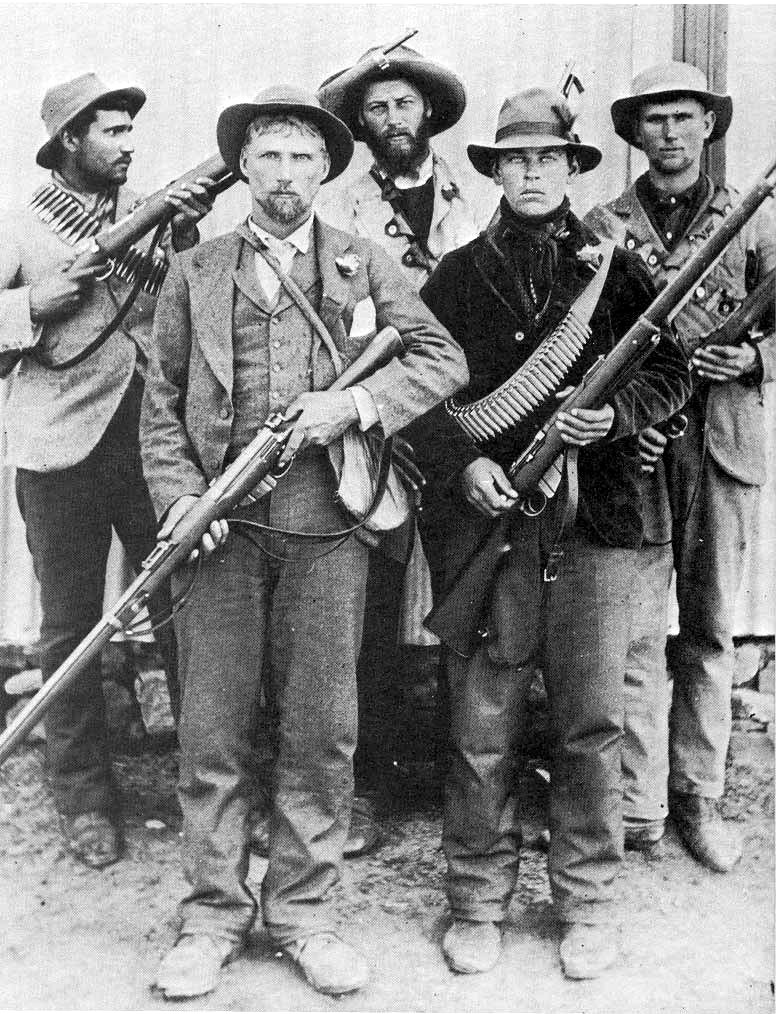
第二次ボーア戦争におけるアフリカーナーのゲリラ

1911年に南アフリカで初めて実施された国勢調査では、白人の人口は1,276,242人に及ぶという結果が示された。白人の推定人口は、1936年には2,003,857人、1946年には2,372,690人に達した。
また、南アフリカ政府は20世紀半ばから後半にかけて、ドイツ・イタリア・オランダ・ギリシャ・ローデシア・ポルトガルの海外領土から、数万人のヨーロッパ系移民を受け入れを実施し、ピーク時の1990年における白人の人口は5,044,000人にまで達した。
アパルトヘイト撤廃後の1994年に施行された雇用均等法では、黒人や印僑、華僑、カラード、障碍者の雇用が促進される事となった。
黒人経済力強化政策は、黒人の株式構成比率を一定以上とする事と、彼等へ与える所有権・雇用・訓練・社会的責任の取り組みを、入札の際の重要な基準とみなし、民間企業にも同法を遵守する事を義務と定めた為、黒人には大きな権限が与えられる事となった。
アパルトヘイト撤廃後においては、白人の貧困層が急増している事が指摘されている。2006年にイギリスのガーディアン紙は、35万人以上のアフリカーナーが貧困層に分類され、かつその内の15万人弱が、日雇い労働者として、その日暮らしを余儀なくされていると報じた。
加えて、初の全人種参加選挙が実施された1994年から2005年頃にかけて、治安の悪化や雇用機会の喪失などを理由に、100万人以上の南アフリカの白人が海外へ流出し、特にイギリス・オーストラリア・アメリカ・カナダ・ニュージーランドといった英語圏では、大規模なコミュニティを形成している。しかし、世界金融危機により白人の国外への流出は鈍化し、2014年5月の時点で、約34万人の南アフリカ国籍の白人が、本国へ帰国したと推定されている。
今日における南アフリカの白人社会は、アフリカ大陸における脱植民地化の最中に、他のアフリカ諸国から植民地主義者が大量に流出したこともあり、同大陸におけるヨーロッパ及び一部西アジアにルーツを持つ者達の、事実上唯一のコミュニティであると見なされており、特にアングロアフリカンは、同国の政財界において、現在でも主要な地位を占めている。
2025年、ドナルド・トランプは、南アフリカの白人を難民と認定して、無期限の受け入れ停止から除外した。